# ماندلیک اسید
ماندلیک اسید (به انگلیسی: Mandelic acid) یا جوهر بادام تلخ یک آلفاهیدروکسی اسید با شناسه پاب‌کم ۱۲۹۲ است. شکل ظاهری این ترکیب، پودر بلورین سفید است. هیدروکسی اسیدها گروهی از اسیدهای کربوکسیلیک هستند که یک گروه عاملی هیدروکسیل به آنها افزوده شده است. 